# Alfa radio
Alfa radio je hrvatska radijska postaja s dodijeljenom koncesijom na regionalnoj razini čiji se program temelji na kombinaciji domaće i strane glazbe uz pregled aktualnih informacija i zabavnog sadržaja.

## O radiju
Iako je Alfa radio prema koncesiji županijski radio, njegova pokrivenost uključuje područje sedam županija u središnjoj Hrvatskoj (Koprivničko-križevačka, Varaždinska, Međumirska, Virovitičko-podravska, Sisačko-moslavačka, Požeško-slavonska, Zagrebačka) i Grad Zagreb.
- Početak emitiranja: 1. lipnja 2019. godine[1]

Programi se emitiraju prema rasporedu:
- Alfa jutro Pon. – Pet. 6:15 – 9:00
- Alfa prijepodne Pon. – Pet. 9:00 – 12:00
- Prvo glazba 12:00 – 14:00
- Alfa poslijepodne Pon. – Čet. 14:00 – 17:00
- Alfa večer Pon. – Pet. 18:00 – 21:00
- Puno glazbe malo priče 21:00 – 06:00
- Alfa vikend Pet. 14:00 – 18:00, Sub. Ned. 8:00 – 13:00

## Voditelji programa
Voditelji programa su Ivan Ileković, Dijana Čerčić, Doris Aleksić, Damir Kopriva i Gabrijela Čuljak.